# Озеро Велике Почаївське
О́зеро Вели́ке Поча́ївське — гідрологічний заказник загальнодержавного значення в Україні. Розташований у межах Сарненського району Рівненської області, на південь від села Вербівка.

## Створення
Створений у 1975 році (як гідрологічна пам'ятка природи).

## Характеристика
Площа 58 га. Перебував у віданні Висоцького лісгоспзагу (Висоцьке л-во, кв. 67, вид. 14; кв. 75, вид. 5; кв. 76, вид. 1).
Статус надано для збереження мальовничого однойменного озера карстового походження. Довжина озера — 2 км, глибина пересічно бл. 4 м. Є місцем оселення водоплавних птахів. На берегах — гніздування журавля сірого і лелеки чорного, видів, занесених до Червоної книги України). Водяться окунь, щука, лин, карась.
Озеро є регулятором водного режиму прилеглої території.

## Скасування статусу
Рішенням Рівненської обласної ради № 98 від 18.06.1991 року об'єкт був ліквідований і включений до складу державного ландшафтного заказника загальнодержавного значення «Почаївський».